# Musée municipal de Kobe
Le musée municipal de Kobe (神戸市立博物館), inauguré en 1982, réunit deux collections antérieures, le musée municipal d'art archéologique et le musée municipal d'art Nanban. Le musée est hébergé dans un bâtiment d'architecture néoclassique construit en 1935, ancienne branche de Kobe de la Banque de Tokyo. La collection de près de 39 000 pièces comprend des objets archéologiques, des œuvres d'art, des cartes anciennes et des documents historiques ainsi que des artefacts liés à Kobe. le musée est riche d'une importante collection d'art Nanban (ancienne collection Hajime Ikenaga), ainsi qu'un ensemble de dōtaku et autres objets de la période Yayoi provenant de fouilles menées à Sakuragaoka qui ont été désignées trésor national du Japon,.

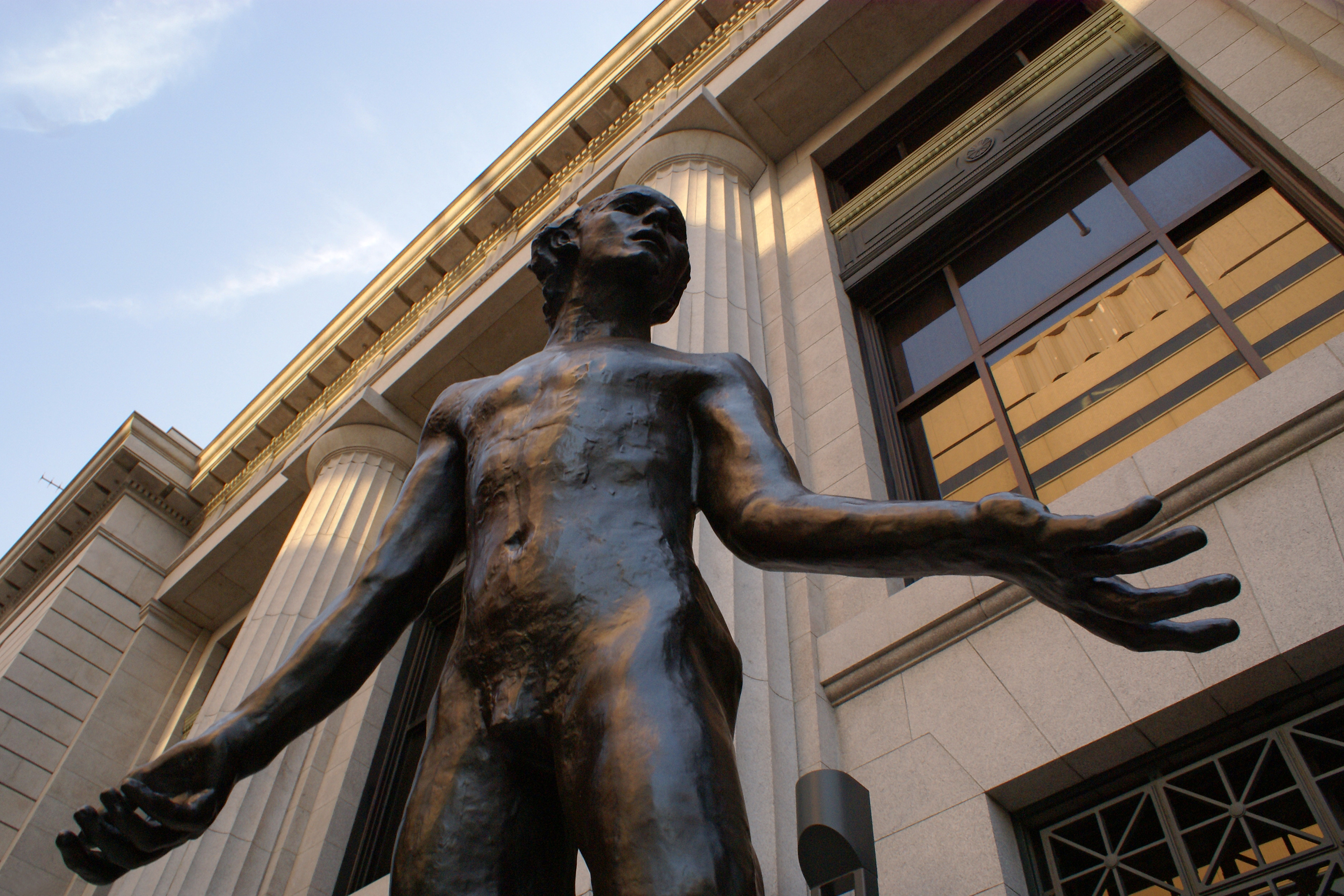
Le « Jean de Fien'nu » de Rodin devant l'entrée sud

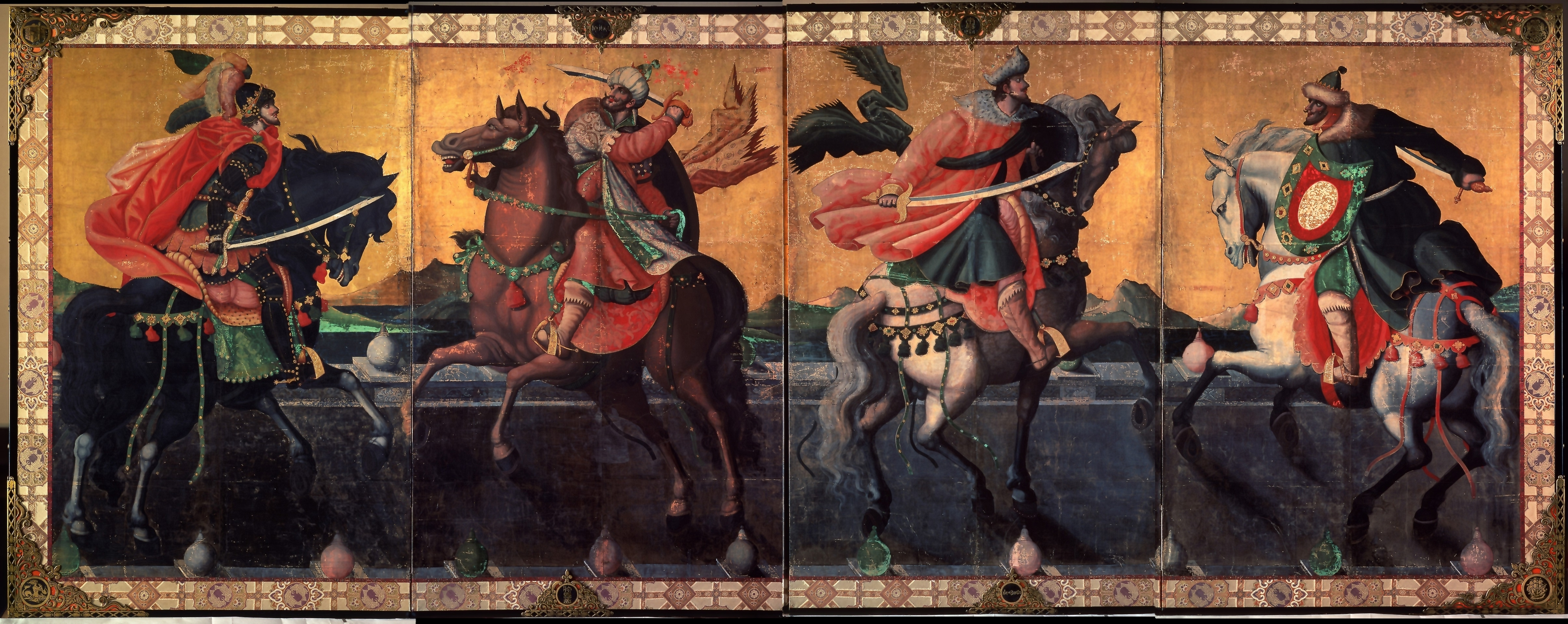
Rois européens à cheval ; byōbu Nanban, partie des collections du musée

François Xavier

## Source de la traduction
- (en) Cet article est partiellement ou en totalité issu de l’article de Wikipédia en anglais intitulé « Kobe City Museum » (voir la liste des auteurs).